# Мангалія
Мангалія (рум. Mangalia) — місто Румунії, на березі Чорного моря у повіті Констанца, у Добруджі. 36,4 тис. мешканців (2011). Це етнічна територія болгар. Порт і морський курорт.
Мангалія є найдавнішим заселеним містом Румунії.
Історичні назви міста: Каллатіда, Пангалія, Панглікара, Томисовара (Callatis, Pangalia, Panglicara, Tomisovara)
Здавна тут жили гети. Потім прийшли греки і заснували колонію Каллатіда в 4 ст. до Р. Х. під час правління македонського царя Аминтас III. Під час переселення народів територія була заселена слов'янами-болгарами. З IX ст. відома під турецькою назвою Пангалія, румунською — Томісовара і грецькою — Панглікара. В XX ст. місто було частиною Болгарії на нетривалий проміжок часу.
На заході від міста розташована печера Мовіле, цікава своєю екосистемою відділеною від зовнішнього світу.
Скіфська могила з грецьким папірусом; руїни фортеці Каллатіди (6 ст. до Р. Х.); мечеть (XVI ст.). Археологічний музей.

## Відомі люди
- Сатир (III століття до н. е.) — давньогрецький письменник та філософ-перипатетик часів еллінізму.
- Inna (*16 жовтня 1986) — співачка, виконавиця танцювальної музики в Румунії.
- Деніс Алібек (*5 січня 1991) — румунський футболіст кримськотатарського походження, нападник клубу «Астра» (Джурджу).

| Румунія | Це незавершена стаття з географії Румунії. Ви можете допомогти проєкту, виправивши або дописавши її. |

1. ↑  https://www.banskabystrica.sk/zivot-v-meste/o-meste/partnerske-mesta/